# دار حافظ (إب)

تعديل مصدري - تعديل

دار حافظ محلة تابعة لقرية مواقع، التابعة لعزلة شعب يافع بمديرية إب إحدى مديريات محافظة إب في الجمهورية اليمنية.، بلغ تعداد سكانها 77 حسب تعداد اليمن لعام 2004.